# 1595 az irodalomban
Az 1595. év az irodalomban.

## Új művek

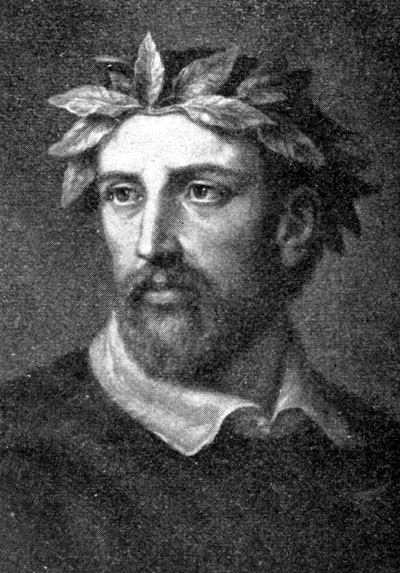
Torquato Tasso

- Philip Sidney: An Apology for Poetry (vagy: The Defence of Poesy); (A költészet védelme) című irodalomelméleti értekezése.

## Születések
- december 4. – Jean Chapelain francia költő († 1674)

## Halálozások
- április 25. – Torquato Tasso itáliai költő, a 16. század egyik legnagyobb alkotója, A megszabadított Jeruzsálem című eposz szerzője (* 1544)